# 里平齊 (布恰奇區)
49°0′57″N 25°26′13″E / 49.01583°N 25.43694°E
里平齊（烏克蘭語：Ріпинці），是烏克蘭的村落，位於該國西部捷爾諾波爾州，由喬爾特基夫區負責管轄，處於維利霍韋齊河畔，距離茨維托瓦0.5公里，面積0.81平方公里，2001年人口624。